# 752

## Догађаји
- Википедија:Непознат датум — Владавина династије Абасида у Багдаду.

- Краљ Пипин III  започиње франачку војну експедицију низ долину реке Роне и потчињава источну Септиманију, након што је обезбедио оданост грофа Ансемунда.
- Опсада Нарбона: Пипин III поставља опсаду града-тврђаве Нарбон, коју су окупирале готско-муслиманске снаге. Гарнизон и становници су у стању да издрже нападе, захваљујући залихама које је арапска флота обезбедила морским путем.
- Битка код Бурфорда: Краљ Катред од Весекса сукобљава се са краљем Етелбалдом од Мерсије и узима заставу (златног змаја). Он успева да одбаци своје претензије на Мерсијско војводство.
- Умире краљ Теудебур од Алт Клута. Његов син, Думнагуал III, је наследио престо и изгубио Кајла због заједничке инвазије, од стране краљева Енгуса I од Пикта и Еадберхта од Нортумбрије.
- Абд ал-Рахман ибн Хабиб ал-Фихри, владар Ифрикије (Северна Африка), шаље муслиманску војску и поново осваја Триполитанију од Ибадита, терајући њихове остатке на југ у планине Нафуса (северозападна Либија).
- Абд ал-Рахман ибн Хабиб ал-Фихри покреће јуриш на острво Сардинију, што је можда почетак окупације острва од стране муслиманских Арапа која траје до 1005. године. Такође покушава да изврши инвазију на Сицилију, али сматра да је одбрана прејака.
- Иакун Балам постаје краљ (ајав) града Маја Иакцхилан (савремени Мексико), након десетогодишње борбе за трон.
- 22. март – Папа Захарија умире у Риму након 11-годишње владавине. Наследио га је папа Стефан, али он умире четири дана касније и не сматра се легитимним јер није посвећен.
- 26. март – Папа Стефан II наследио је папу Захарија као 92. римски епископ. Он означава крај византијског папства.
- јун – Папа Стефан II признаје династију Каролинга као легитимне владаре Франачког краљевства. Он путује у Париз и апелује на франачку подршку против Лангобарда.
- Цар Шому (пензионисан од 749) учествује у церемонији посвећења Великом Буди, (15 метара) у Тодаи-ји у Нари (Јапан), и изјашњава се као будиста.

## Смрти
- Амброзије Милански
- Папа Захарије
- Стефан (изабрани папа)